# 나비효과: 레버레이션
나비효과: 레버레이션(The Butterfly Effect 3: Revelations)은 미국에서 제작된 세스 그로스먼 감독의 2009년 드라마, 판타지, 공포, SF, 스릴러 영화이다. 크리스 카맥 등이 주연으로 출연하였고 A.J. 딕스 등이 제작에 참여하였다.

## 출연

### 주연
- 크리스 카맥
- 레이첼 마이너
- 멜리사 존스
- 케빈 욘

### 조연
- 린치 R. 트래비스
- 사라 하벨
- 미아 세라피노
- 휴 맥과이어
- 리처드 윌킨슨
- 산텔 지아카론
- 마이클 엘리슨
- 율리세스 헤르난데즈
- 린다 보스턴
- 마이클 폴 플레이스
- 캐서린 타운
- 에밀리 서튼-스미스
- 데니스 노스
- 트레버 캘러헌

## 제작진
- 공동제작: 브렌든 퍼거슨
- 협력프로듀서: 루시 뮤커지
- 협력프로듀서: 스콧 왓슨
- 미술: 패트릭 배니스터
- 세트: 써스턴 에드워즈
- 의상: 로멜 호킨스
- 배역: 캐시 무니
- 배역: 자넷 파운드